# Dorothea Maria av Salm
Dorothea Maria av Salm, född 1651, död 1702, var en monark inom det tysk-romerska riket som regerande fursteabbedissa av den självstyrande klosterstaten Remiremont i Frankrike. 